# Stephen Pate
Stephen Pate (né le 25 janvier 1964 à Melbourne) est un coureur cycliste australien. Il a notamment été champion du monde de vitesse en 1988 et a remporté cinq autres médailles lors de championnats du monde de cyclisme sur piste.

## Biographie
Stephen Pate devient coureur professionnel en 1986. En 1988, il remporte le championnat du monde de vitesse à Gand, en Belgique. De 1989 à 1991, il dispute les compétitions de keirin japonaises et y décroche 32 victoires. En 1989 à Launceston il bat plusieurs records du monde : celui du kilomètre départ arrêté sur piste couverte chez les professionnels en 1 minute 4 secondes 147, celui du 200 m professionnels départ lancé sur piste couverte en 10 secondes 459, et celui du 500 m dans les mêmes conditions en 27 secondes 451. Il obtient la médaille de bronze de la vitesse aux championnats du monde de 1990 à Maebashi.
En 1991, il est contrôlé positif aux stéroïdes lors des championnats du monde à Stuttgart. La médaille de bronze de la vitesse lui est retirée. Son compatriote Carey Hall, champion du monde et également contrôlé positif, est aussi déclassé. Pate revient à la compétition l'année suivante. Il gagne la médaille d'argent du keirin aux championnats du monde à Valence. Il décroche deux autres médailles en championnats du monde, en tandem en 1993 et à l'américaine en 1996.
En 2003, il est condamné à 20 mois de prison pour violences conjugales.

## Palmarès

### Championnats du monde
- Gand 1988
  -  Champion du monde de vitesse

- Maebashi 1990
  -  Médaillé de bronze de la vitesse

- Valence 1992
  -  Médaillé d'argent du keirin

- Hamar 1993
  -  Médaillé d'argent du tandem amateurs

- Manchester 1996
  -  Médaillé d'argent de l'américaine

### Six jours
- 1993 : Six jours de Nouméa (avec Tony Davis)

### Championnats nationaux
- Champion d'Australie de l'américaine en 1998 avec Matthew Allan